# Ralph Montagu (1er duc de Montagu)
Ralph Montagu, 1er duc de Montagu (24 décembre 1638 – 9 mars 1709) est un courtisan anglais et un diplomate.

## Biographie
Ralph Montagu est le deuxième fils de Edward Montagu (2e baron Montagu de Boughton) (1616-1684) et Anne Winwood, la fille du secrétaire d’État Ralph Winwood (en).
Edward Montagu (v.1485-1556/1557 ; cf. Edward Montagu, avec les différentes branches Montagu), chef de la cour de justice du roi à l'époque de Henri VIII, est le père d'autre Edward Montagu (1532-1602 ; cf. Edward), et le grand-père de - Henry Montagu (1er comte de Manchester ; père entre autres de Edward et de George), et - du 1er baron de Montagu de Boughton (Edward Montagu, 1562-1644), qui est emprisonné dans la Tour par le Parlement en raison de sa fidélité à Charles Ier. Le fils aîné de ce dernier, Edward (1616-1684), qui lui succède en tant que 2e baron, prend le parti du Parlement dans la Guerre Civile, et est l'un des seigneurs qui a conduit le roi de Newark-on-Trent à Holdenby House après la capitulation des Écossais en janvier 1647.
Il a deux fils, dont Ralph est le plus jeune. L'aîné des fils, Edward, est écuyer de la reine Catherine, épouse de Charles II, dont il est dit avoir été rejeté par le roi pour avoir "montré une attention trop ardente à la reine". Catherine a immédiatement nommé le plus jeune frère, Ralph, à la place, et ce dernier acquiert rapidement une réputation de bravoure à la cour de Charles II. Il prend une part active dans les négociations où Louis XIV achète la neutralité de l'Angleterre dans la guerre entre la France et les Pays-Bas.
S'étant brouillé avec Thomas Osborne (1er duc de Leeds) et la duchesse de Cleveland, qui le dénonce au roi, Montagu est élu député de Northampton en 1678, avec l'intention de provoquer la chute d'Osborne, mais, ayant produit des lettres compromettant sérieusement le ministre, la dissolution du Parlement l'a mis en danger et il tente de fuir vers la France. Il continue d'intriguer contre le gouvernement, de soutenir le mouvement pour l'exclusion du duc d'York de la succession, et pour reconnaître le duc de Monmouth comme héritier de la couronne. Son frère aîné étant mort avant son père, Ralph est devenu baron Montagu de Boughton à la mort de ce dernier en 1684.
Nonobstant ses anciennes intrigues, Montagu gagne la faveur du roi Jacques II d'Angleterre, lors de son accession au trône; mais cela ne l'a pas dissuadé d'accueillir Guillaume d'Orange, qui le créé vicomte de Monthermer et comte de Montagu en 1689. En 1673, il épouse la riche veuve de Josceline Percy (11e comte de Northumberland), Lady Elizabeth Wriothesley (en), fille de Thomas Wriothesley (4e comte de Southampton), qui lui apporte une grande fortune; et, après sa mort en 1690, il se remarie avec la plus riche Lady Elizabeth Cavendish, fille de Henry Cavendish (2e duc de Newcastle), et la veuve de Christophe Monck, 2e duc d'Albemarle.
Sa position a été renforcée en 1705 par le mariage de son fils et héritier avec Marie, fille de John Churchill (1er duc de Marlborough) et Sarah Churchill. Dans la même année, il fut créé duc de Montagu (1re création) et marquis de Monthermer. Sa résidence de Londres, Montagu House, Bloomsbury, a été achetée par le gouvernement en 1753 pour accueillir la collection nationale des Antiquités, et c'est sur ce site qu'a été construit le British Museum.

## Famille
Montagu et de sa première épouse Elizabeth Wriothesley ont deux enfants:
- John Montagu (2e duc de Montagu) (c. 1690 – 5 juillet 1749) : suite des ducs de Montagu.
- Anne Montagu, épouse d'Alexandre Popham (petit-fils de Alexander Popham), et a une fille, Elizabeth Popham, (d. 20 mars 1761), qui épouse d'abord Edward Montagu (vicomte Hinchingbrooke, des comtes de Sandwich : fils de Edward Montagu, 3e comte de Sandwich et père de John Montagu, 4e comte de Sandwich), puis son cousin Francis Seymour, de Sherborne, dans le Dorset.

Montagu et sa seconde épouse, Elizabeth (veuve) Monck, n'ont pas d'enfants. Cependant, par ce mariage le 1er duc de Montagu acquiert la seigneurie de Bowland, l'une des plus puissantes seigneuries féodales du nord de l'Angleterre, qui, à sa mort, est passée à John, le fils de son premier mariage.